# 和島香太郎
和島 香太郎（わじま こうたろう、1983年4月7日 - ）は、日本の映画監督。京都造形芸術大学映像・舞台芸術学科（現映画学科）卒業。

## 経歴・人物
2006年、京都造形芸術大学映像・舞台芸術学科卒。
2007年、BS-TBS先生道・『聴く先生』（主演・大浦龍宇一）を監督。
同年9月、仙台短篇映画祭「新しい才能」部門にて、監督作の『店番の間』が上映される。
シナリオ『かなたゆ』（未映像化）が第4回BS-i（現BS-TBS）新人脚本賞にて審査員特別賞受賞。
2008年11月、文化庁若手映画作家育成プロジェクト（NDJC 2008)に選出され、35ミリフィルムによる映画『第三の肌』（出演：りりィ、唐橋充）を監督。
2010年3月、トロントジャパニーズ短編映画祭にて『第三の肌』（英題 "A Third Skin"）が観客賞（Audience Choice Award）を受賞。
同年7月、トロント新世代映画祭にて『誘い』（英題『INVITATION』）が上映される。
2011年9月、仙台短篇映画祭プロデュースのオムニバス映画『311 明日』に『WAV』（仏題 "La vague"）を出品。本作は、翌年3月にフランス／ドイツ共同放送局アルテ「court-circuit」内で放送された。
2012年7月、SKIPシティ国際Dシネマ映画祭短編部門にて『小さなユリと 第一章・夕方の三十分』（原作：黒田三郎『小さなユリと』）が奨励賞受賞、観客アンケート一位獲得。
第52代横綱北の富士勝昭は伯父。

## 作品

### 映画
- 初歩（2006年） - 脚本・監督
- 店番の間（2007年） - 脚本・監督
- 誘い（2008年） - 脚本・監督
- 第三の肌（2009年） - 脚本・監督
- WAV（2011年） - 脚本・監督
- 小さなユリと 第一章・夕方の三十分（2011年） - 脚本・監督
- 欲動（2014年） - 脚本
- 禁忌（2014年） - 監督・脚本
- 梅切らぬバカ

### テレビドラマ
- 先生道「聴く先生」（2007年、BS-TBS） - 脚本・監督
- 東京少女・セピア編『新聞少女』（2007年、BS-TBS） - 監督

### ミュージックビデオ
- 藤岡正明『星ニナル日』『朝靄』
- 松井祐貴『Flying to the future』